# エラスムス・クエリヌス2世
エラスムス・クエリヌス2世（Erasmus Quellinus II、または　Erasmus Quellinus de Jonge、1607年11月19日 - 1678年11月7日）は、フランドルの画家、版画家である。彫刻家で同名の父親、エラスムス・クエリヌス1世に始まる美術家の一族のメンバーである。歴史画や肖像画などさまざまなジャンルの作品を制作した。ピーテル・パウル・ルーベンスの協力者の一人でもあった。

## 略歴
アントウェルペンで生まれた。同名の父親は建物や調度品の装飾彫刻などで知られる彫刻家で、弟に彫刻家のアルトゥール・クエリヌス1世 (Arthur Quellinus I :1609–1668)と版画家のフベルトゥス・クエリヌス (Hubertus Quellinus: 1619–1687)がいる。
はじめ父親から彫刻を学ぶが、絵画に転じた。17世紀の初めのカラヴァッジョから影響を受けた画家「カラヴァジェスティ」であったテオドール・ロンバウツ(1597-1637)やヘラルト・セーヘルス(1591-1651)から絵を学んだ。
1833年頃、アントウェルペンの聖ルカ組合に親方として加入した。1634年に結婚し、この結婚で、花の絵や花環図(garland)を得意とする画家のヤン・フィリップ・ファン・ティーレンと義理の兄弟になった。
1635年にピーテル・パウル・ルーベンスの指揮下で、スペインの王子でスペイン領ネーデルラント総督のフェルナンド枢機卿のアントウェルペン入城を歓迎するための装飾の仕事にアントウェルペンの多くの画家たちとともに参加した。1836年にはスペイン国王フェリペ4世から注文を受けて、マドリード郊外の狩猟のための王宮、トゥーレ・デ・ラ・パラーダ(Torre de la Parada)に飾るえをルーベンスの下絵に基づいて何点かの絵を描き、それらは現在、プラド美術館に収蔵されている。
1662年に最初に妻が亡くなった後、1663年に再婚し、画家のダフィット・テニールスとも義理の兄弟になった。
弟子には息子のヤン・エラスムス・クエリヌス(Jan Erasmus Quellinus: 1634–1715)の他、 Guilliam Forchondt、Julius de Geest、Willem de Ryck、Anthoni Schoonjans、Wallerant Vaillant、Remacle Serinといった画家がいる。

## 作品

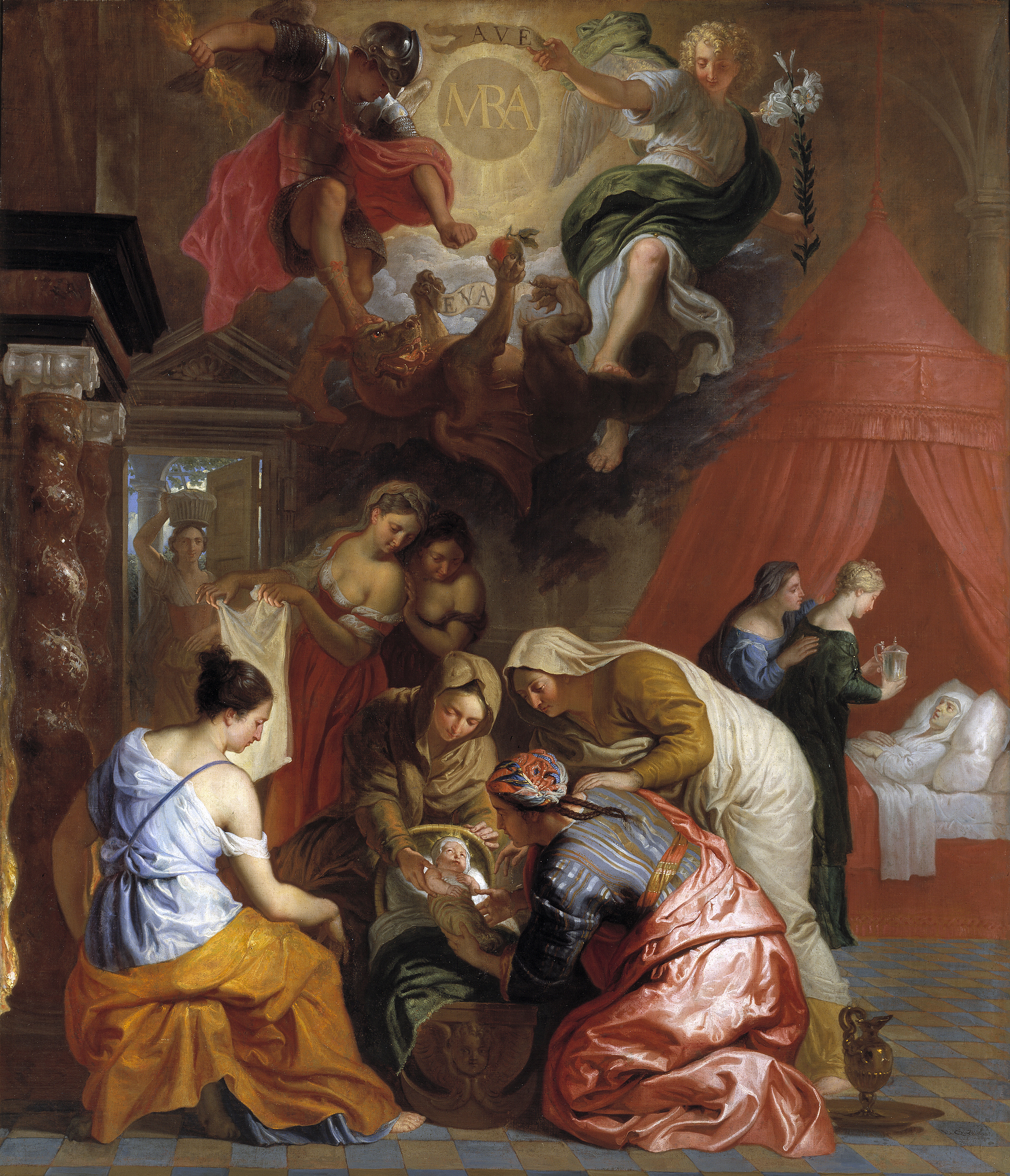
聖母の誕生 (1650/1660) プラド美術館蔵
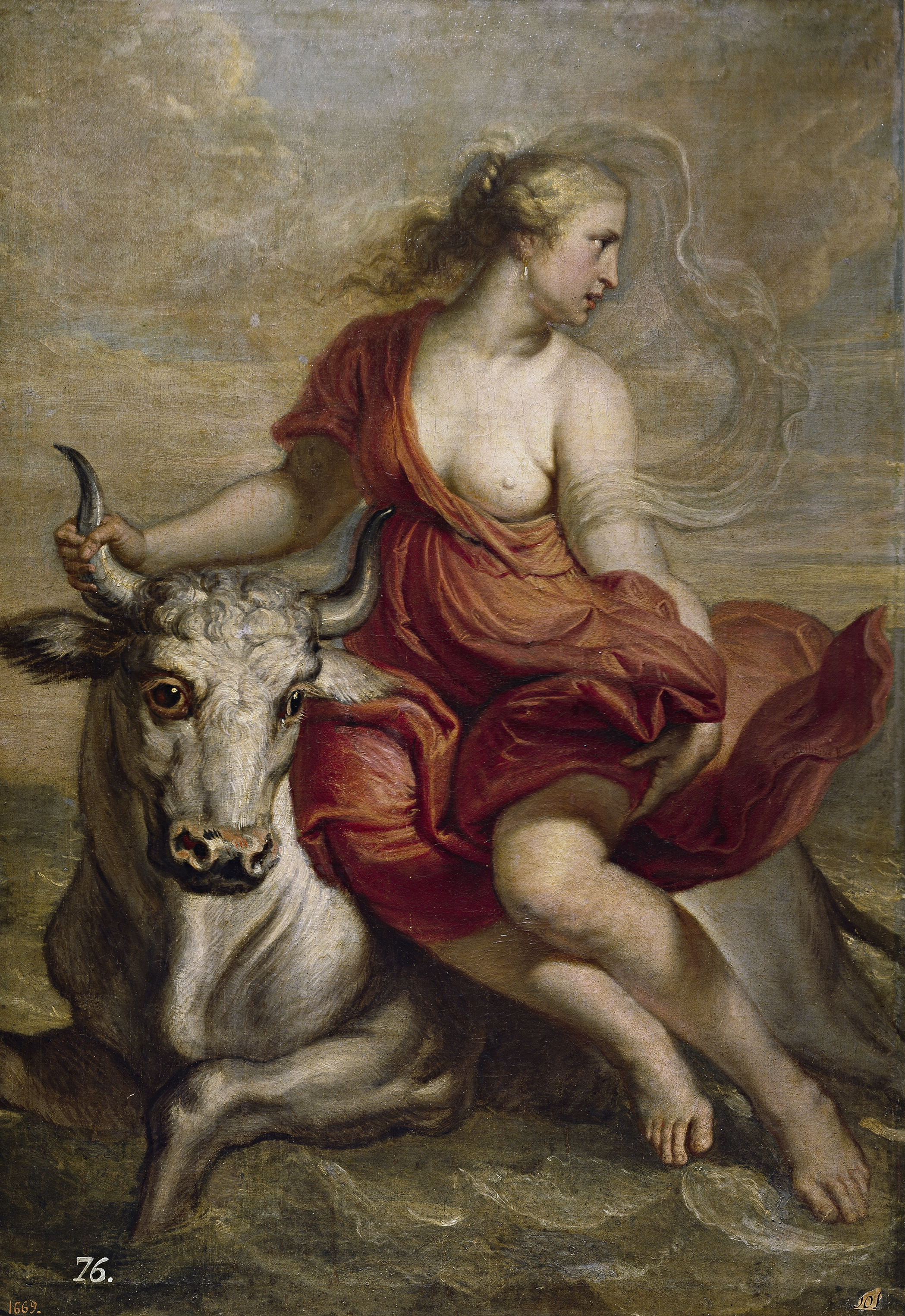
略奪されるエウロペ　(1635) プラド美術館蔵
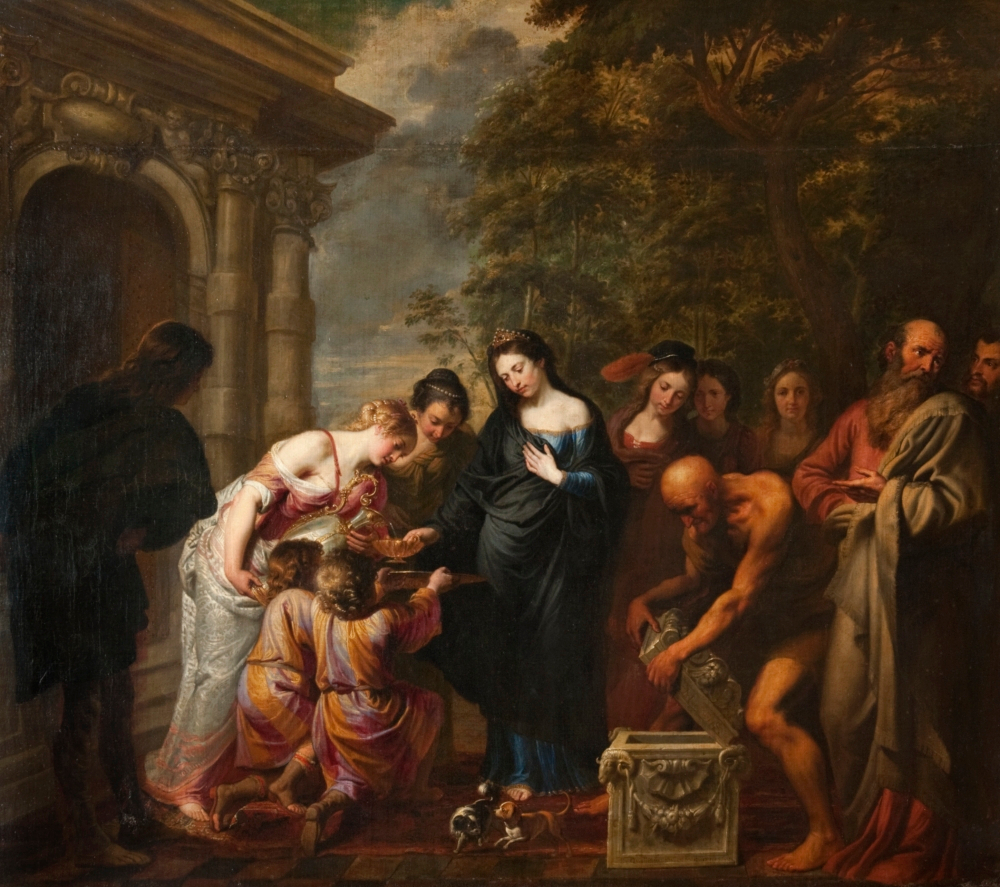
アルテミシア (1652) Hunterian Museum and Art Gallery蔵
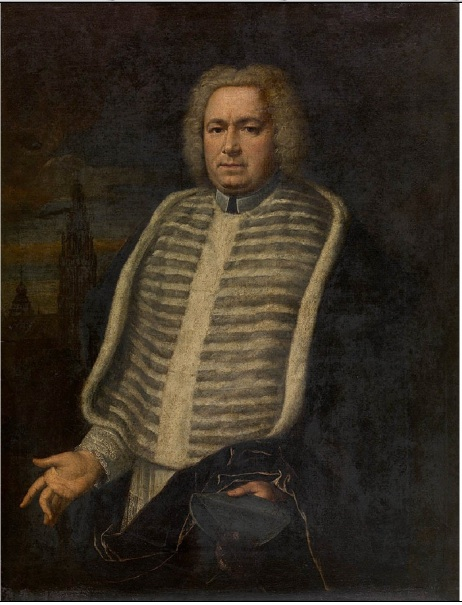
聖職者の肖像画 アントワープ王立美術館蔵
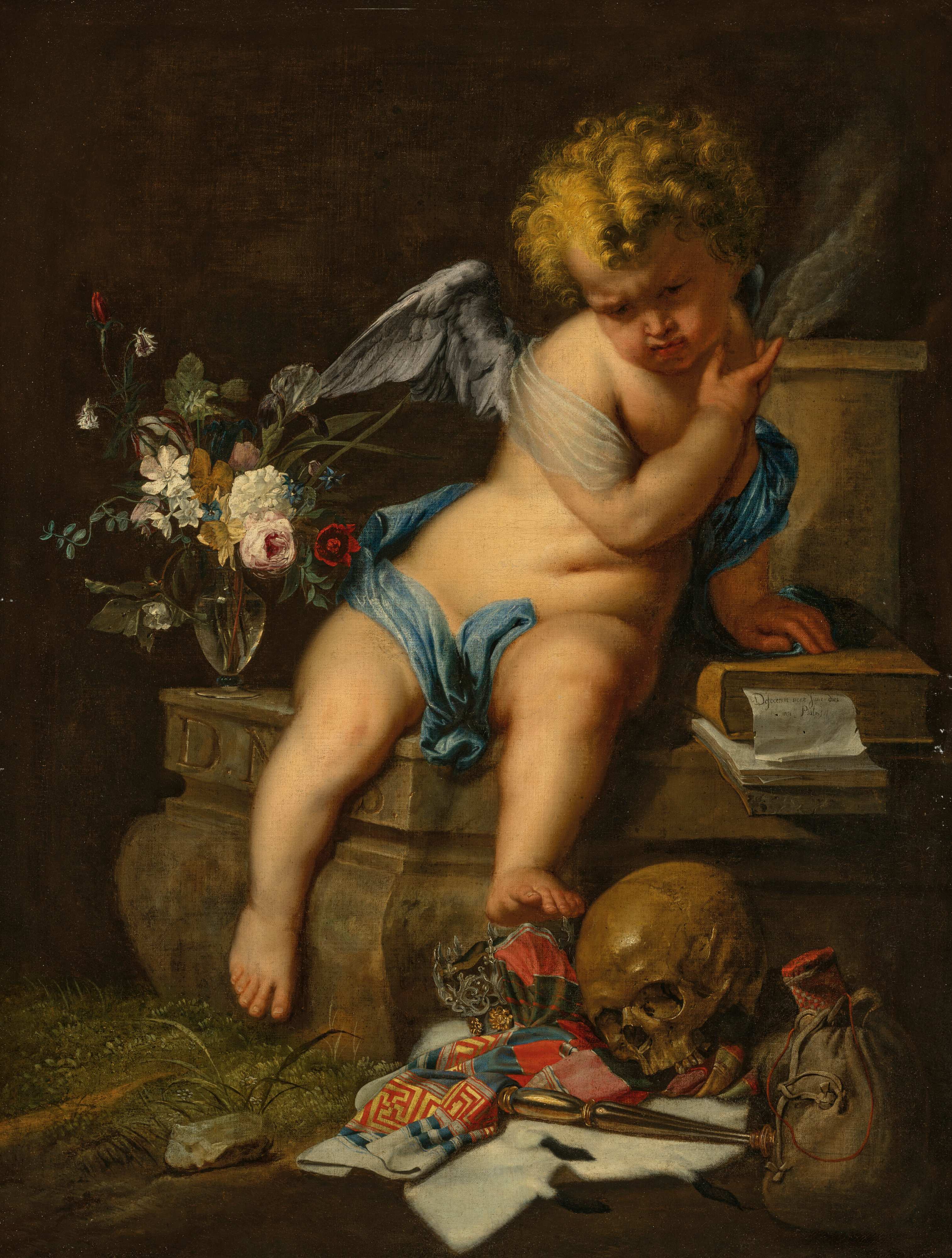
ダニエル・セーヘルスと共作、若さの寓意画、個人蔵
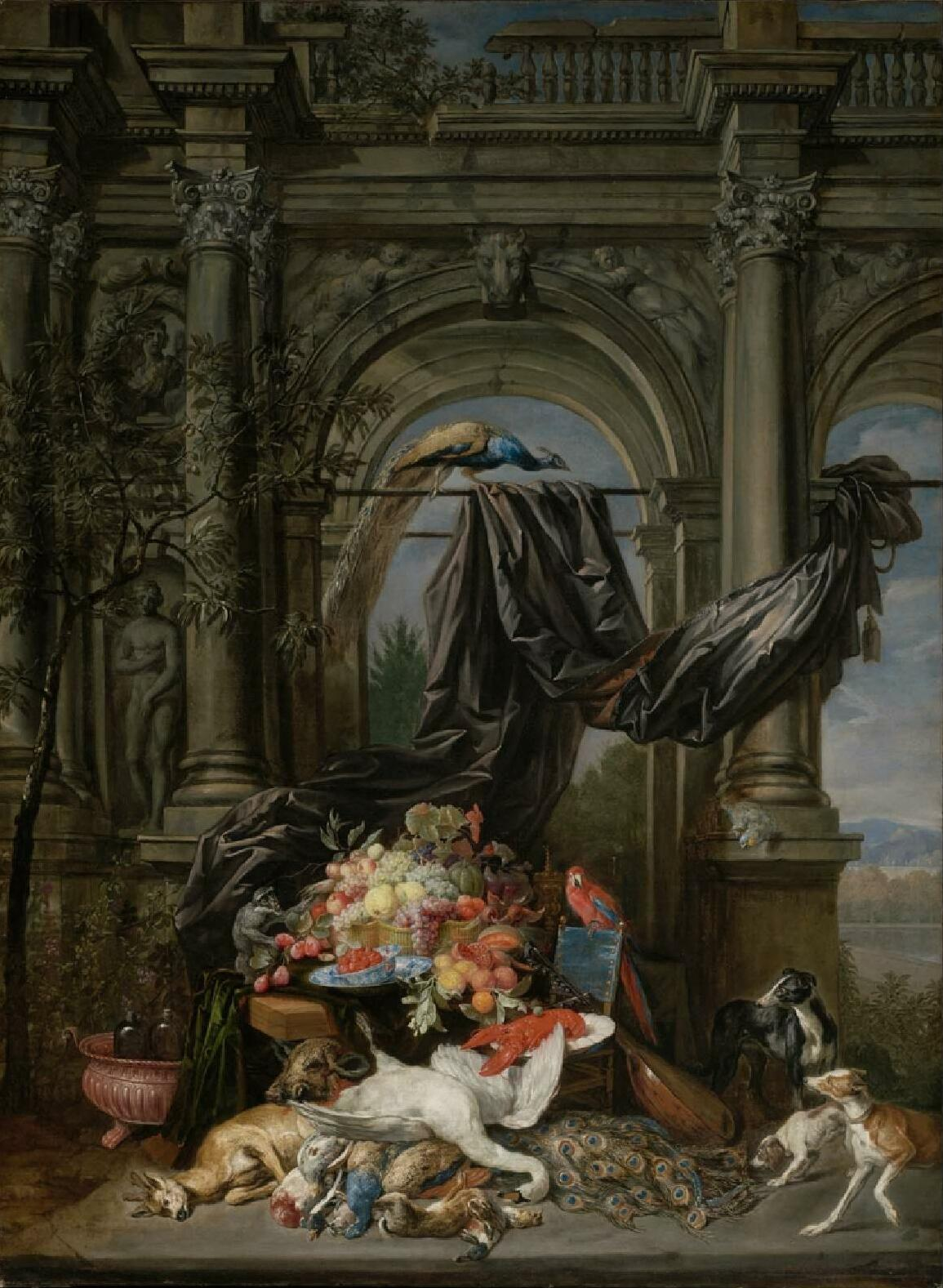
ヤン・フェイトと共作の室内の静物画 ボストン美術館蔵
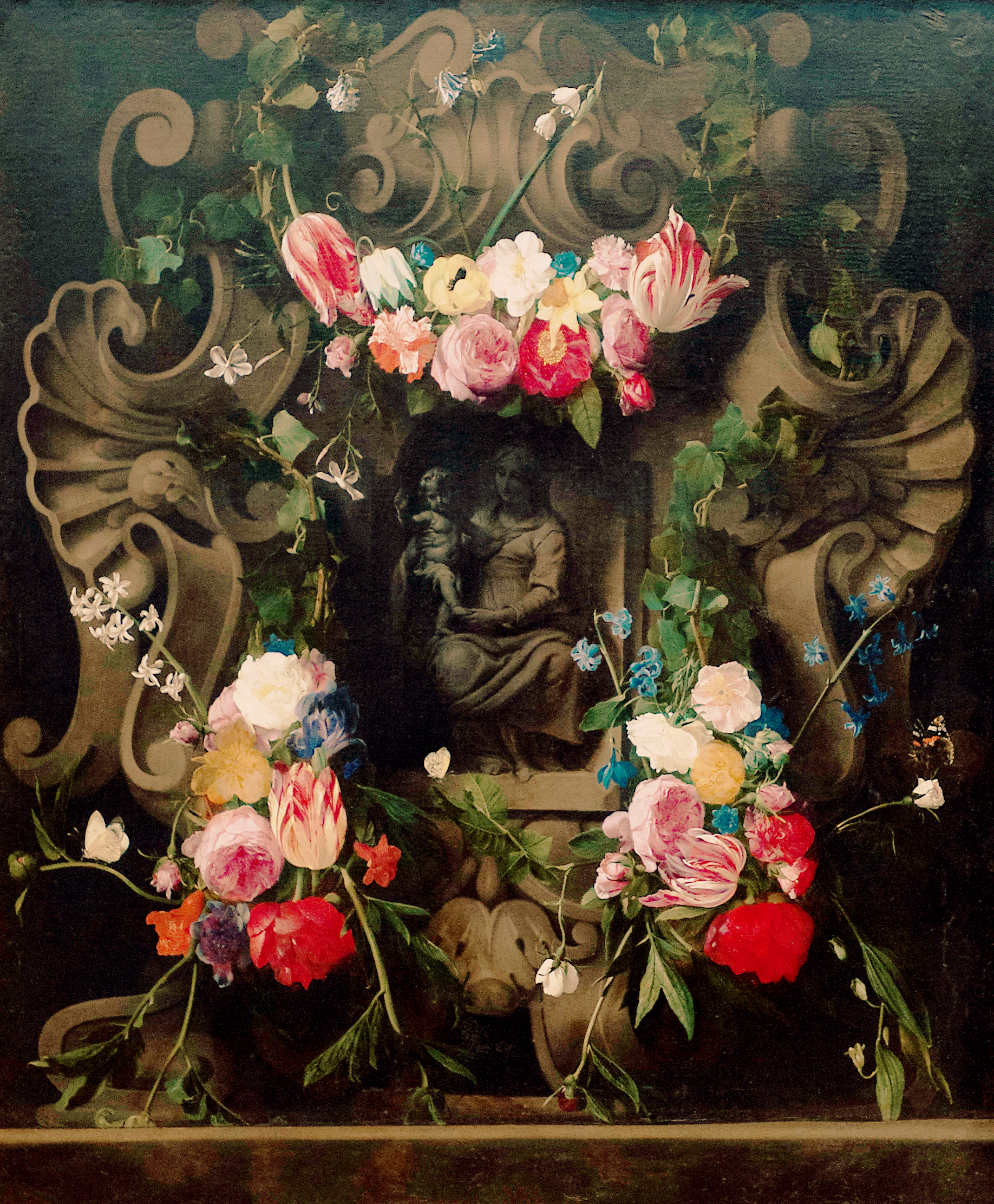
ダニエル・セーヘルスと共作の花環図(garland) Pinacoteca Nazionale di Bologna蔵
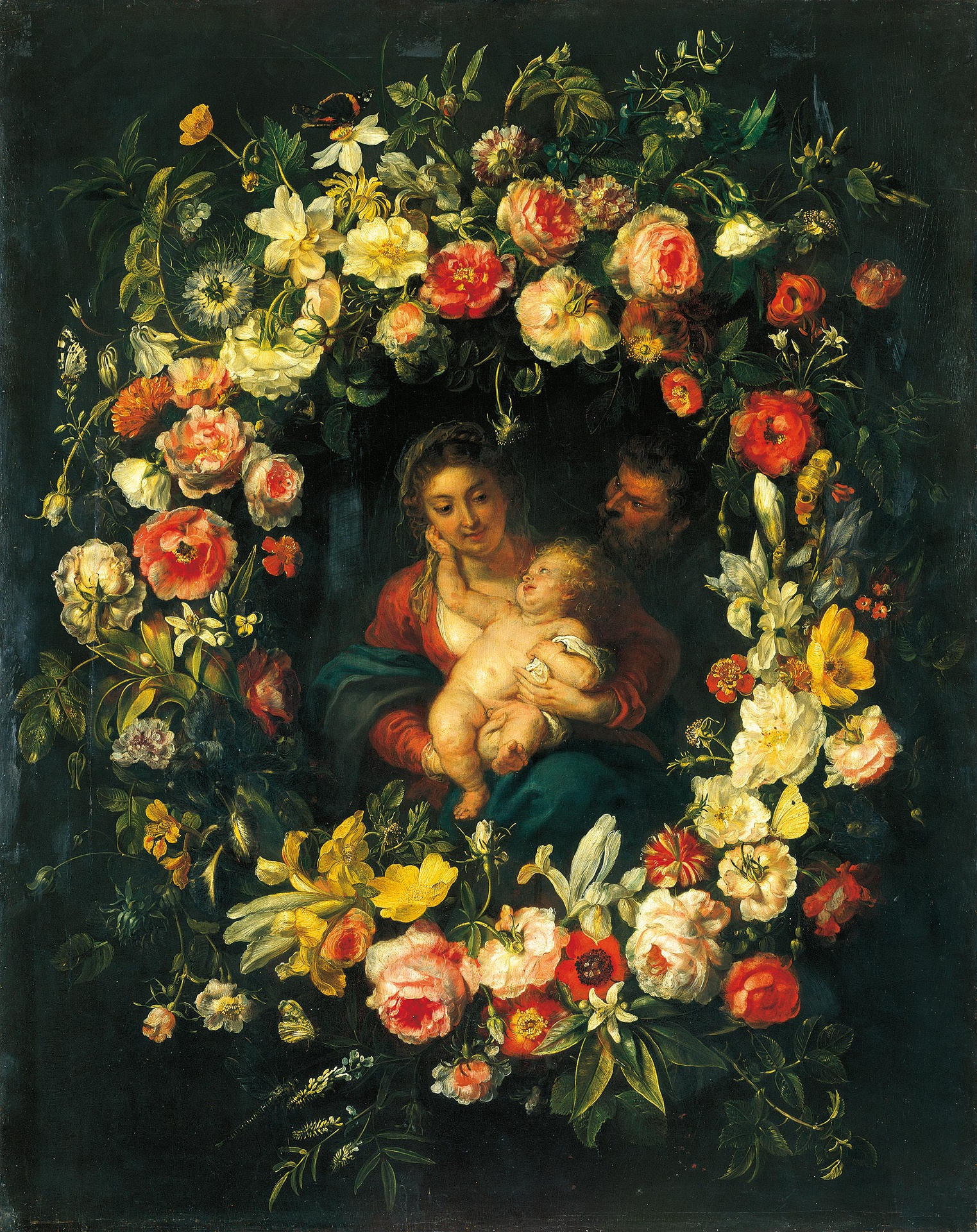
フランス・イケンスと共作の花環図(garland) エルミタージュ美術館蔵